# Françoise Damado
Françoise Odette Damado, née le 11 décembre 1963, est une athlète sénégalaise.

## Carrière
Françoise Damado est médaillée de bronze du relais 4 × 100 mètres aux Championnats d'Afrique d'athlétisme 1979 à Dakar. Elle participe au 100 mètres et au 200 mètres des Jeux olympiques d'été de 1980 à Moscou ; elle est éliminée en séries dans ces deux épreuves. 
Elle est médaillée de bronze du relais 4 × 100 mètres aux Championnats d'Afrique d'athlétisme 1982 au Caire.
Elle est championne du Sénégal du 100 mètres et du 200 mètres en 1982, 1985 et 1987.